# A Game of Dwarves
A Game of Dwarves é um jogo de estratégia para o Windows desenvolvido pela Zeal Game Studio e publicado pela Paradox Interactive. O jogo foi anunciado pela primeira vez no dia 8 de fevereiro de 2012 para ser apresentado no Game Developers Conference daquele ano. No dia 13 de julho do mesmo ano a fase beta teve início e no dia 23 de outubro o jogo foi finalmente lançado ao público. A Game of Dwarves foca na construção, expansão e manutenção de uma pessoa, semelhante ao jogo Dungeon Keeper.
A história do jogo se foca em um príncipe anão que, a comando de seu pai, o rei, deve retomar a terra que lhes é de direito ao mesmo tempo que derrota os magos que a tomaram.

## Jogabilidade
Em A Game of Dwarves, o jogador inicia com uma pequena base, além de alguns anões. O jogador pode comprar mais anões caso possua o dinheiro e espaço, sendo que ele deve então escolher uma classe para o novo habitante para que ele possa realizar as funções desejadas. Novos anões são chamados dwarflings e ele adquirem experiência automaticamente, enquanto anões designados a uma classe, como um builder (construtor) ou um farmer (fazendeiro), irão adquirir experiência somente enquanto estiverem realizando seu ofício. Quanto maior o nível de um anão, mais rápido e eficiente ele é em seu trabalho. Além de manter os anões alimentados, o jogador também deve garantir que eles fiquem felizes para que continuem trabalhando eficientemente, criando enfeites como vasos de planta, estátuas ou adicionando chãos e papéis de parede.
Existem dois modos de jogos, a campanha, que possui pouco mais de doze missões, e o modo sandbox, onde não há um objetivo específico além de expandir sua base. No modo campanha, cada mapa possui um objetivo principal e alguns objetivos secundários; realizando-os o jogador ganha "pontos de influência", que podem ser utilizados para comprar novos itens para o príncipe que darão bônus aos seus anões durante o jogo.